# Il Grinta (film 2010)
(Proverbi 28,1)
Il Grinta (True Grit) è un film del 2010 scritto e diretto da Joel ed Ethan Coen, con Jeff Bridges, Matt Damon, Hailee Steinfeld e Josh Brolin, adattamento dell'omonimo romanzo di Charles Portis. Si tratta di un remake più fedele al romanzo del  precedente film del 1969 interpretato da John Wayne.

## Trama
Il racconto è narrato dalla protagonista Mattie Ross, la quale, da adulta, spiega come suo padre sia stato ucciso da un uomo della zona, Tom Chaney, quando lei aveva appena 14 anni. Chaney si diede alla fuga dopo l'assassinio con i cavalli del padre di Mattie e due dei suoi pezzi d'oro "della California".
Mentre riconosce il corpo del padre, la giovane Mattie cerca di trovare qualcuno che la aiuti a vendicarne la morte, rintracciando e uccidendo Chaney. Ella riceve tre raccomandazioni e sceglie di ingaggiare Rooster Cogburn perché le è stato descritto come il più spietato. Costui però inizialmente rifiuta più volte i suoi tentativi di ingaggiarlo. Nel frattempo, nella casa in cui sta soggiornando Mattie, giunge il ranger texano La Boeuf, anch'egli sulle tracce di Chaney. La Boeuf lo sta inseguendo da diversi mesi dopo l'omicidio di un senatore in Texas. Egli le propone di formare una squadra con Cogburn, unendo così chi conosce il territorio e chi conosce bene il fuggitivo. Mattie rifiuta l'offerta del texano, poiché questi vorrebbe portare Chaney in Texas per impiccarlo per l'omicidio precedente, senza farlo giudicare per quello del padre della giovane.
Dopo essersi assicurata finalmente i servizi di Cogburn, Mattie riceve istruzioni di incontrarlo la mattina seguente per partire alla caccia del ricercato, ma il giorno dopo scopre che Cogburn ha lasciato il paese senza attenderla, lasciandole un biglietto nel quale le intima di tornare a casa e al contempo la informa che è sulle tracce del bandito. Furibonda per l'accaduto, la giovane raggiunge Cogburn, nel frattempo alleatosi con La Boeuf: per farlo attraversa con il suo cavallo il fiume che la divide dai due oramai in marcia. Sebbene riluttanti, i due accettano la presenza della giovane, anche se quasi immediatamente il gruppo perde un pezzo: dopo un litigio, La Boeuf decide infatti di rompere l'accordo con Cogburn e proseguire per conto suo.
Al calare della notte Mattie e Cogburn giungono presso una capanna isolata, al cui interno sostano due fuorilegge. Dopo averli immobilizzati, Cogburn tenta di farsi dare informazioni sul ricercato e fuggitivo, ma il più vecchio pugnala a morte il compagno più giovane prima di venire ammazzato dallo stesso Cogburn, il quale raccoglie le ultime confidenze del più giovane, in procinto di esalare l'ultimo respiro: "Lucky" Ned Pepper e la sua banda stanno per giungere a quella capanna, reduci da una rapina. Ritenendo, a ragione, che Chaney sia con loro, Cogburn e Mattie si nascondono dietro delle rocce, in agguato, aspettando l'arrivo della banda. In quel momento giunge alla capanna il solitario La Boeuf, che precede i banditi di pochi minuti. All'arrivo della gang, che cattura La Boeuf al lazo e lo trascina a cavallo per alcuni metri, ferendolo alla lingua, Cogburn apre il fuoco dal suo nascondiglio, uccidendo tre membri della gang ma colpendo anche accidentalmente La Boeuf.
Durante la notte Cogburn beve una grande quantità di whiskey, giungendo alla mattina seguente decisamente ubriaco, e iniziando a discutere con La Boeuf, con cui si sfida a una gara di abilità con la pistola. Durante il giorno i due discutono ancora, e verso sera La Boeuf abbandona il gruppo, offeso dallo sceriffo e certo che ormai le tracce dei fuorilegge siano definitivamente perdute, e anche Cogburn manifesta l'idea di lasciar perdere tutto e tornare a casa. Al risveglio, mentre Cogburn dorme ancora, Mattie si reca in riva al fiume dove incontra Chaney, che sta facendo abbeverare i cavalli della banda. Dopo un breve discorso, ella impugna la pistola del padre e gli spara, ferendolo alla spalla. Il secondo colpo fa cilecca e la giovane, nonostante il tentativo di Cogburn di correre in suo aiuto, viene presa come ostaggio dalla banda. Successivamente, dovendo procedere e non avendo cavalli sufficienti per tutti, Ned lascia la ragazza e Chaney da soli al campo, dando a Chaney un appuntamento, e intimandogli di non torcere un capello alla ragazza.
Una volta solo, Chaney disobbedisce a Ned e attacca Mattie. Mentre sta per ucciderla, La Boeuf, richiamato dagli spari, sopraggiunge e lo colpisce alla testa, facendogli perdere i sensi. La Boeuf spiega alla ragazza che, dopo aver sentito gli spari in lontananza, era ritornato indietro e aveva incontrato Cogburn, con cui aveva elaborato un piano. Contemporaneamente Cogburn affronta i quattro membri rimanenti della gang di Ned, mentre La Boeuf e Mattie osservano da distanza. A viso aperto, cavalcando contro di essi, li punta tutti e quattro contemporaneamente dalla sella del suo cavallo in corsa, colpendoli tutti e ferendo Ned prima di venire disarcionato: ci vorrà l'intervento di La Boeuf, distante quattrocento metri, per uccidere Ned che si stava avventando su Cogburn, oramai disarmato. Proprio in quel momento Chaney rinviene e stordisce La Boeuf. Mattie ingaggia una breve lotta col criminale e, dopo avergli strappato il fucile, lo uccide. Ma il rinculo del potente fucile la fa cadere all'interno di un crepaccio di una vecchia miniera, dove viene morsa da un serpente ad una mano. Cogburn interviene in suo aiuto e, con l'aiuto di La Boeuf, la tira fuori dalla grotta. Dopo aver sommariamente estratto il veleno, Cogburn monta in sella con la bambina e si dirige verso i soccorsi: la corsa, a cavallo prima e a piedi poi, durante tutta la notte finisce alle luci dell'alba.
Venticinque anni dopo Mattie, oramai quarantenne e con un solo braccio come risultato dell'amputazione necessaria per salvarla dalla gangrena, riceve un invito da Cogburn, per incontrarlo al Wild West Show con cui egli si sta esibendo. Quando arriva sul posto viene informata che Cogburn è morto tre giorni prima. Il film termina con la sosta della donna sulla lapide di Cogburn, riflettendo sui momenti intensi passati insieme in precedenza.

## Produzione
Si cominciò a parlare del film sin dal febbraio 2008, tuttavia non venne confermato fino al marzo dell'anno dopo.

Prima di cominciare le riprese, Ethan Coen disse che il film sarebbe stato un adattamento più fedele del romanzo di Charles Portis rispetto alla versione del 1969: 
Mattie Ross «è una rompiscatole», disse Ethan Coen in un'intervista del dicembre 2010, «ma c'è qualcosa di profondamente ammirevole di lei nel libro, da cui eravamo attratti [...] compresa l'etica protestante e presbiteriana di cui è così fortemente intrisa una ragazza di 14 anni». Joel Coen disse che Ethan e lui non volevano «pasticciare con quelli che pensavamo fossero una storia ed un personaggio molto avvincenti». Il produttore del film, Scott Rudin, affermò che i Coen ebbero un «approccio formale e rispettoso» al genere western, con la sua enfasi sull'avventura e la ricerca: «il dialetto dei personaggi, l'amore per il linguaggio che permea tutto il film, lo accomuna ai loro altri film, ma è il meno ironico per molti aspetti».
Le sessioni di apertura del casting per il ruolo di Mattie Ross, si svolsero in Texas nel novembre 2009. Il mese successivo, la Paramount Pictures annunciò un casting per una ragazza dai 12 ai 16 anni, descrivendo il personaggio come una «giovane donna semplice e dal cuore duro» i cui «insoliti nervi d'acciaio ed i modi semplici sono spesso sorprendenti». Steinfeld, che allora aveva 13 anni, venne selezionata tra un gruppo di 15.000 aspiranti al ruolo. «È stato, come si può immaginare, la fonte di un sacco di ansia», disse Ethan Coen al The New York Times, «eravamo coscienti che se la ragazza non avesse funzionato, non ci sarebbe stato il film».
Il film venne girato nell'area di Santa Fe, Nuovo Messico, nel marzo e aprile 2010, così come a Granger e Austin, nel Texas. Il primo trailer venne distribuito a settembre.
Per la parte finale del film, si rese necessaria una controfigura con un solo braccio per Elizabeth Marvel (che ha interpretato Mattie da adulta). Dopo un appello a livello nazionale, i fratelli Coen ingaggiarono la ventinovenne Ruth Morris, un'assistente sociale e studentessa nata senza l'avambraccio sinistro.

## Distribuzione
Negli Stati Uniti è stato distribuito dalla Paramount Pictures il 22 dicembre 2010, mentre in Italia è uscito il 18 febbraio 2011.

## Riconoscimenti
- 2011 - Premio Oscar
  - Candidatura per il miglior film a Ethan Coen, Joel Coen e Scott Rudin
  - Candidatura per la migliore regia a Joel ed Ethan Coen
  - Candidatura per il miglior attore protagonista a Jeff Bridges
  - Candidatura per la miglior attrice non protagonista a Hailee Steinfeld
  - Candidatura per la migliore sceneggiatura non originale a Joel ed Ethan Coen
  - Candidatura per la migliore fotografia a Roger Deakins
  - Candidatura per la migliore scenografia a Jess Gonchor e Nancy Haigh
  - Candidatura per i migliori costumi a Mary Zophres
  - Candidatura per il miglior sonoro a Skip Lievsay, Craig Berkey, Greg Orloff e Peter F. Kurland
  - Candidatura per il miglior montaggio sonoro a Skip Lievsay e Craig Berkey
- 2010 - Chicago Film Critics Association Award
  - Miglior attrice non protagonista a Hailee Steinfeld
  - Candidatura per la miglior promessa femminile a Hailee Steinfeld
  - Candidatura per il miglior attore protagonista a Jeff Bridges
  - Candidatura per la migliore sceneggiatura non originale a Joel ed Ethan Coen
  - Candidatura per la migliore fotografia a Roger Deakins
  - Candidatura per la miglior colonna sonora a Carter Burwell
- 2010 - Las Vegas Film Critics Society Award
  - Miglior giovane attrice a Hailee Steinfeld
  - Candidatura per il miglior attore protagonista a Jeff Bridges
  - Candidatura per la miglior attrice non protagonista a Hailee Steinfeld
  - Candidatura per la migliore sceneggiatura a Joel ed Ethan Coen
  - Candidatura per la migliore fotografia a Roger Deakins
  - Candidatura per i migliori costumi a Mary Zophres
- 2010 - Los Angeles Film Critics Association Award
  - Migliore fotografia a Roger Deakins
- 2010 - National Board of Review Award
  - Migliori dieci film

- 2011 - Broadcast Film Critics Association Award
  - Miglior giovane attrice a Hailee Steinfeld
  - Candidatura per il miglior film a Ethan Coen, Joel Coen e Scott Rudin
  - Candidatura per la migliore regia a Joel ed Ethan Coen
  - Candidatura per il miglior attore protagonista a Jeff Bridges
  - Candidatura per la miglior attrice non protagonista a Hailee Steinfeld
  - Candidatura per la migliore sceneggiatura non originale a Joel ed Ethan Coen
  - Candidatura per la migliore fotografia a Roger Deakins
  - Candidatura per la migliore scenografia a Jess Gonchor e Nancy Haigh
  - Candidatura per i migliori costumi a Mary Zophres
  - Candidatura per il miglior trucco a Thomas Nellen, Kay Georgiou, Beate Eisele e Geordie Sheffer
  - Candidatura per la miglior colonna sonora a Carter Burwell
- 2011 - Kansas City Film Critics Circle Award
  - Miglior attrice non protagonista a Hailee Steinfeld
- 2011 - MTV Movie Award
  - Candidatura per la miglior performance rivelazione a Hailee Steinfeld
- 2011 - Premio BAFTA
  - Migliore fotografia a Roger Deakins
  - Candidatura per il miglior film
  - Candidatura per il miglior attore protagonista a Jeff Bridges
  - Candidatura per la miglior attrice protagonista a Hailee Steinfeld
  - Candidatura per la migliore sceneggiatura non originale a Joel ed Ethan Coen
  - Candidatura per la migliore scenografia a Jess Gonchor e Nancy Haigh
  - Candidatura per i migliori costumi a Mary Zophres
  - Candidatura per il miglior sonoro a Skip Lievsay, Craig Berkey, Greg Orloff e Peter F. Kurland
- 2011 - Screen Actors Guild Award
  - Candidatura per la miglior attore protagonista a Jeff Bridges
  - Candidatura per la miglior attrice non protagonista a Hailee Steinfeld